# Conflito de Darfur

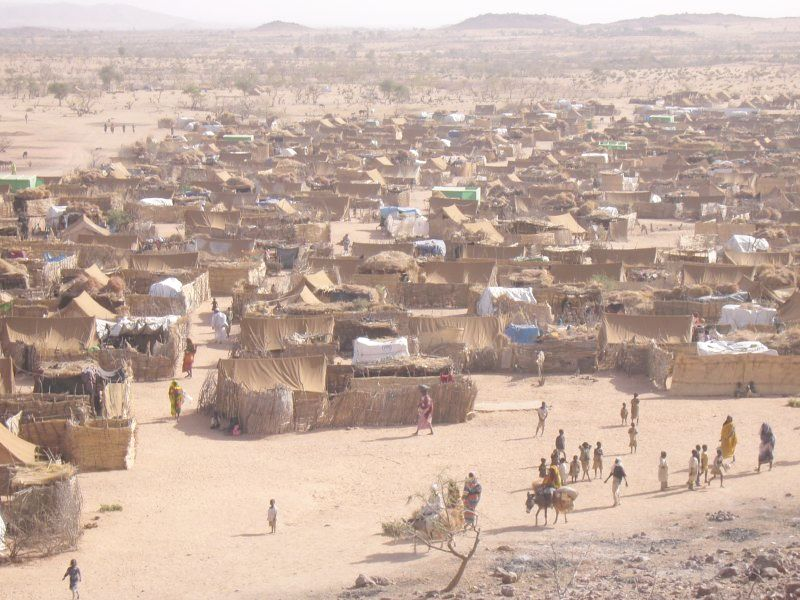
Campo no Chade para refugiados vindos de Darfur.

Guerra do Darfur ou conflito de Darfur foi um conflito armado na região de Darfur, no oeste do Sudão, que opõe principalmente os janjawid — milicianos recrutados entre os bagaras (como os Messirias), tribos nômades africanas de língua árabe e religião muçulmana — e os povos não árabes da área. O governo sudanês, embora negue publicamente que apoia os janjawid, tem fornecido armas e assistência e tem participado de ataques conjuntos com o grupo miliciano. O conflito iniciou-se, oficialmente, em fevereiro de 2003, com o ataque de grupos rebeldes do Darfur a postos do governo sudanês na região, mas suas origens remontam a décadas de abandono e descaso do governo de Cartum, eminentemente muçulmano, para com as populações que vivem neste território.
As mortes causadas pelo conflito são estimadas entre 50 000 (Organização Mundial da Saúde, setembro de 2004) e 450 000 (Dr. Eric Reeves, 28 de abril de 2006). A maioria das ONGs trabalha com a estimativa de 400 000 mortes. O número de pessoas obrigadas a deixar seus lares é estimado em 2 000 000. A mídia vem descrevendo a situação em Darfur como um caso de "limpeza étnica" e de "genocídio". O governo dos Estados Unidos também considera genocídio, embora as Nações Unidas ainda não tenham feito, pois a China, grande parceira comercial do governo sudanês, defende o país em todos os fóruns internacionais que abordam o tema. Algumas propostas de intervenção militar internacional realizadas na ONU não foram aprovadas por veto deste país.
Quando os combates se intensificaram em julho e agosto de 2006, no entanto, o Conselho de Segurança das Nações Unidas aprovou a Resolução 1706, de 31 de agosto de 2006, que prevê o envio de uma nova força de manutenção da paz da ONU, composta de 20 000 homens, para trabalhar em conjunto com as tropas da União Africana presentes no local, que contam com cerca de 7000 soldados. O Sudão opôs-se à Resolução e, no dia seguinte, lançou uma grande ofensiva militar na região.
Assim como na Segunda Guerra Civil Sudanesa, que opôs o norte muçulmano ao sul cristão e animista, em Darfur trata-se de um conflito entre muçulmanos e não muçulmanos, onde a maioria da população muçulmana, inclusive os janjawid, promove o extermínio da minoria não árabe e não muçulmana. O que pode parecer ser apenas um conflito étnico-cultural iniciado por motivos políticos (grupos não muçulmanos rebelaram-se contra a política pró-muçulmana do governo), ganhou contornos de holocausto ao longo dos últimos anos, promovido por forças militares, hoje muitas vezes uma célula de poder independente, e impulsionado por interesses econômicos, com o uso  do fortalecimento das relações comerciais com outros países para inibir ações interventoras da ONU capazes de trazer a paz a região.
Um acordo de paz abrangente foi assinado em 31 de agosto de 2020 entre as autoridades sudanesas e várias facções rebeldes para pôr fim às hostilidades armadas.

## Antecedentes
Darfur tem cerca de 5,5 milhões de habitantes, numa região com baixo nível de desenvolvimento: apenas 15% das crianças do sexo masculino — e 10% do feminino — frequentam a escola.
Três etnias são predominantes na região: os furis (que emprestam o nome à região), os massalites e os zagauas, em geral muçulmanos da localidade ou seguidores de outras religiões da África Sub-Saariana.
O Sudão tem uma história de conflitos entre o sul e o norte do país, que resultaram na primeira (1955-1972) e na segunda (1983-2005) guerras civis sudanesas. A segunda confrontação causou cerca de dois milhões de mortos e mais de um milhão de refugiados, em ambos os casos principalmente no sul.

## Causas
A combinação de décadas de secas, desertificação e superpopulação estão entre as causas do conflito de Darfur, onde os nômades árabes bagaras, em procura por água, levam seu rebanho para o sul, uma terra ocupada predominantemente por comunidades agrárias.

## O conflito

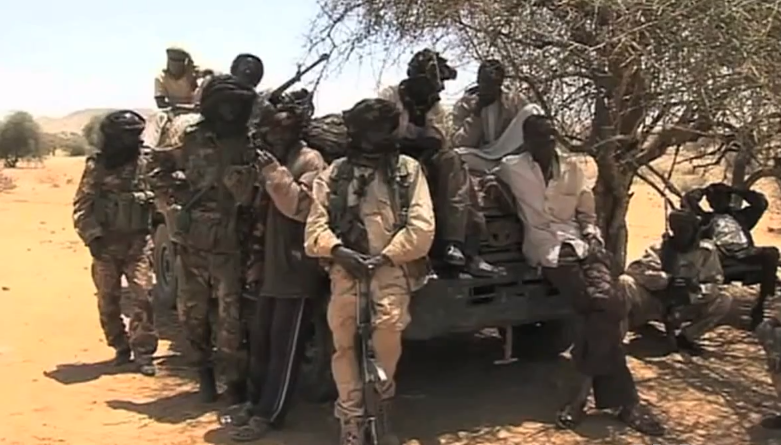
Milicianos de Darfur

Em 2003, dois grupos armados da região de Darfur rebelaram-se contra o governo central sudanês, pro-árabe. O Movimento de Justiça e Igualdade e o Exército de Libertação Sudanesa (SLA, na sigla em inglês) acusaram o governo de oprimir os não árabes em favor dos árabes do país e de negligenciar a região de Darfur.
Em reação, o governo lançou uma campanha de bombardeios aéreos contra localidades darfurianas em apoio a ataques por terra efetuados por uma milícia árabe, os janjawid. Estes últimos são acusados de cometer grandes violações dos direitos humanos, como assassinatos em massa, saques, destruição de povoados e o estupro sistemático da população não árabe de Darfur. Os janjawid também praticam o incêndio de vilarejos inteiros, forçando os sobreviventes a fugir para campos de refugiados localizados a Oeste de Darfur e no Chade; muitos dos campos darfurianos encontram-se cercados por forças janjawid. Até meados de 2006, entre 150 000 e 200 000 pessoas haviam sido mortas e pelo menos dois milhões haviam fugido, provocando uma grave crise humanitária na região.
Em setembro de 2004, o Conselho de Segurança das Nações Unidas aprovou a Resolução no. 1564, que estabeleceu uma comissão de inquérito em Darfur para avaliar o conflito. Em janeiro de 2005, a ONU divulgou um relatório afirmando que embora tenha havido assassinatos em massa e estupros, aquela organização internacional não estava em condições de classificá-los como genocídio, devido a "uma aparente falta de intenção genocida" (tradução livre do inglês) e um forte lobby do governo chinês.
Em maio de 2006, o Exército de Libertação Sudanesa, principal grupo rebelde, concordou com uma proposta de acordo de paz com o governo. O acordo, preparado em Abuja, Nigéria, foi assinado com a facção do Movimento liderada por Minni Minnawi. No entanto, o acordo foi rechaçado tanto pelo Movimento Justiça e Igualdade como por uma facção rival do próprio Exército de Liberação Sudanesa, dirigida por Abdul Wahid Mohamed el Nur.
Os principais pontos do acordo eram o desarmamento das milícias janjawid e a incorporação dos efetivos dos grupos rebeldes ao exército sudanês. Apesar do acordo, os combates continuaram.
Muitos dos grupos militares atuando no Sudão passaram a exercer um poder autônomo, sem responder necessariamente aos grupos dos quais se originaram, o que gera uma falácia de poder e milícias que combatem para defender seus próprios interesses mais imediatos, e não políticas mais abrangentes, relativas ao território de Darfur como um todo.
Após os conflitos terem cessado em julho e agosto, em 31 de agosto de 2006 o Conselho de Segurança das Nações Unidas aprovou a resolução 1706, que atribuiu mais 20 600 tropas de paz, as UNAMID (African Union - United Nations Hybrid Operation in Darfur) para complementar as 7 000 tropas da União Africana, que sofrem de graves problemas de fundos e falta de equipamentos. O Sudão foi veementemente contra a resolução, e declarou que trataria as forças da Nações Unidas na região como invasores estrangeiros. No dia seguinte, o governo do Sudão lançou uma grande ofensiva na região.

### Sequestros

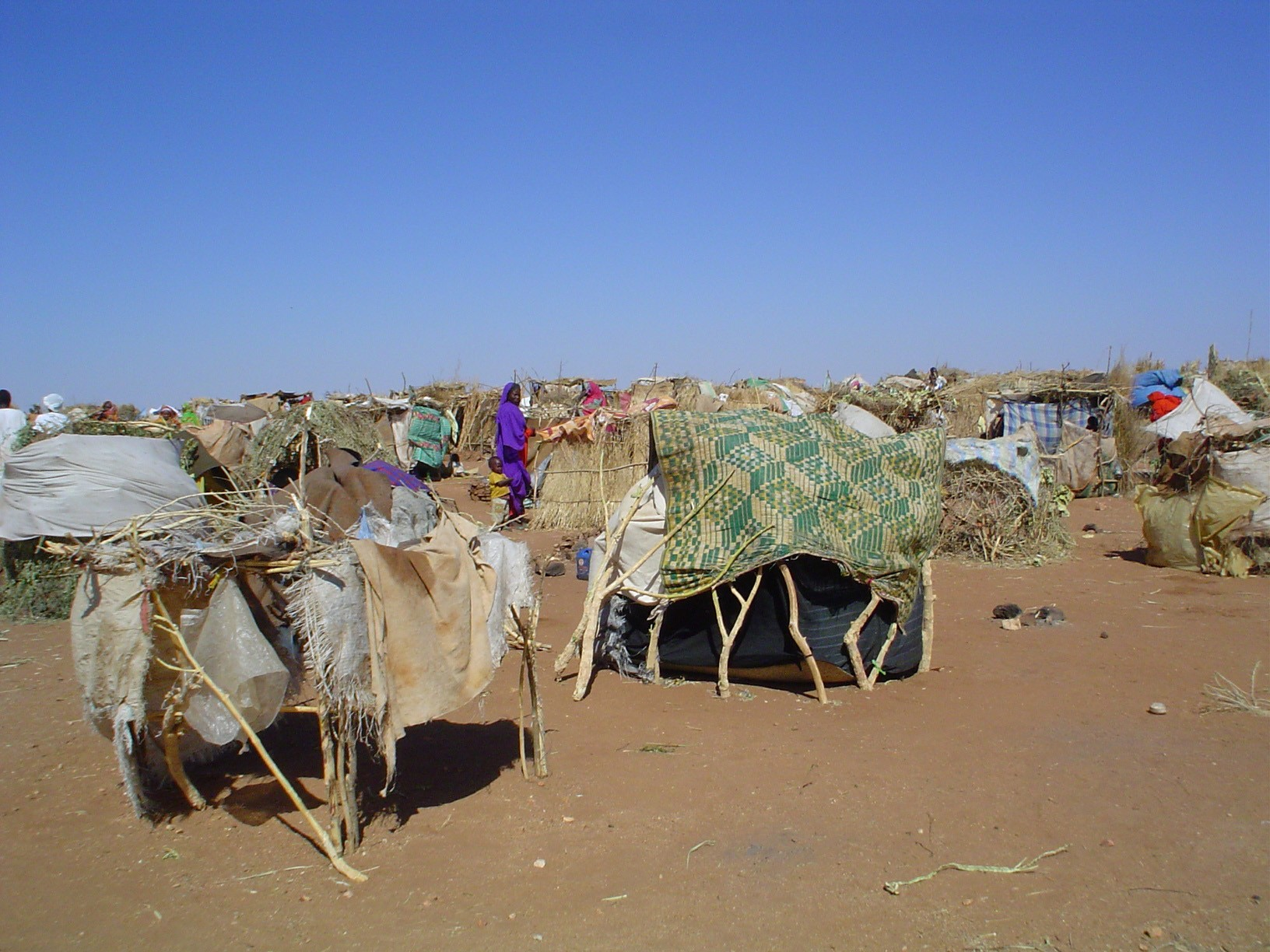
Campo de refugiados no sul de Darfur

Ao longo de 2009, Darfur foi palco de inúmeros sequestros — a maior parte deles para pedir resgate. As agências humanitárias enfrentam hostilidade crescente, desde que o Tribunal Penal Internacional emitiu mandado de prisão contra o presidente Omar Hassan al-Bashir, por crimes de guerra.
Em outubro dois trabalhadores da organização humanitária irlandesa Goal foram libertados depois de passarem mais de 100 dias no cativeiro. Dois soldados da paz da União Africana ainda são mantidos reféns.
Em 22 de outubro homens armados sequestraram um funcionário francês do Comitê Internacional da Cruz Vermelha, Gauthier Lefévre, que estava em um veículo com clara identificação da Cruz Vermelha, na fronteira com o Chade. Lefèvre passou 147 dias em cativeiro, sendo libertado em 18 de março de 2010.

## Genocídio
Existem muitas vítimas: estimativas geralmente convergem entre centenas de milhares de pessoas. As Nações Unidas estimam que o conflito deixou em torno de 300 000 mortos da violência e doenças. O Museu em Memória ao Holocausto dos Estados Unidos estima que 100 000 morrem todos os anos graças aos ataques do governo. A maioria das ONGs estimam de 200 000 para 500 000, o último é uma estimativa da Coalizão Internacional pela Justiça. Aproximadamente 2.5 milhões de pessoas foram deslocadas até Outubro de 2006.
O governo sudanês tem sido acusado de suprimir informações prendendo e matando testemunhas desde 2004, além de destruir vestígios para eliminar seu valor como prova. O governo sudanês, por obstruir e prender jornalistas, tem sido capaz de esconder os acontecimentos. Enquanto o governo dos Estados Unidos tem descrito a situação em Darfur como genocídio, as Nações Unidas continuamente não tem mostrado suporte para esta designação. Em março de 2007, uma missão das Nações Unidas acusou o governo do Sudão de orquestrar e tomar parte de "graves violações" em Darfur, e clamou por uma ação internacional urgente para proteger os civis.
Em 14 de julho de 2008, procuradores da Corte Penal Internacional processaram o presidente do Sudão, Omar al-Bashir, por dez crimes de guerra, três processos por genocídio, cinco crimes contra a humanidade e dois homicídios. Os procuradores argumentaram que al-Bashir "planejou e implementou um plano para destruir em parte substancial" três grupos tribais de Darfur por conta de sua designação étnica. Em março de 2009, o Tribunal Penal Internacional emitiu um mandado de prisão contra o presidente Omar Hassan al-Bashir, por crimes contra a humanidade e crimes de guerra em Darfur.

## Fotos
- Fotos de Darfur recolhidas por Jerry Fowler (slide show produzido pelo US Hollocaust Memorial Museum)
- Fotos da Amnistia Internacional (exposição da Campanha porDarfur)
- Fotos de Darfur & A.M.I.S.
- Imagens de Satélite da região, com seqüências de Antes & Depois